# Soe Win
Soe Win, (1948 - Rangún, 12 de octubre de 2007) fue un militar birmano que ejerció como primer ministro en 2004 al sustituir al anterior general de la Junta Militar, Khin Nyunt, hasta el 18 de mayo de 2007 cuando fue ingresado en un hospital de Singapur aquejado de leucemia y se nombró en funciones a Thein Sein. 
Estaba graduado en la Academia Nacional de Defensa y se le consideraba como un hombre duro dentro del régimen militar birmano, cuarto en el escalafón del Consejo de Estado para la Paz y el Desarrollo. Dirigió la represión contra la revuelta de 1998 y ordenó el último arresto domiciliario de Suu Kyi, líder de la oposición democrática en 2003 y Premio Nobel de la Paz.